# Dušan Dušek
Dušan Dušek (Köbölkút, 1946. január 4. –) szlovák prózaíró, forgatókönyvíró.

## Élete
1970-ben végzett a Komensky Egyetem Természettudományi Karának geológia-kémia szakán.
1970–1971 között a Smena című napilap szerkesztőjeként dolgozott. 1972-ben a Tip című hetilap szerkesztője lett. 1973–1979 között a Kamarát című lap munkatársa volt. 1978–1989 között szabadfoglalkozású volt. 1989-1992 között a Slovenské pohl'ady munkatársa volt. 1994 óta a Pozsonyi Színművészeti Főiskola film- és TV karán dramaturgiát tanít.

## Művei
- Strecha domu (elbeszélések, 1972)
- Oci a zrak (elbeszélések, 1975)
- Najstarsi zo vsetkych vrabcov (gyermekkönyv, 1976)
- Pravdivy pribeh o Pacovi (gyermekkönyv, 1980)
- Pistácik (gyermekkönyv, 1980)
- Pistácik sa zeni (gyermekkönyv, 1981)
- Poloha pri srdci (elbeszélések, 1982)
- Kalendár (rövidprózák, 1983, magyarul: Kalendárium, 1985)
- Náprstok (elbeszélések, 1985, magyarul: Gyűszű, 1987)
- Dvere do kl'úcovej dierky (elbeszélések, 1987)
- Babka na rebriku (elbeszélések, 1987)
- Dúsky (mesék, 1990)
- Milosrdny cas (elbeszélések, 1992)
- Kufor na sny (elbeszélések, 1993)
- Pribeh bez príbehu (1994)
- Teplomer (elbeszélések, 1996)
- Peso do neba (próza, 2000)
- Mapky neznámeho prostredia (válogatott elbeszélések, 2001)
- Vták na jednej nohe (2003)

## Forgatókönyvei
- Tájkép (2000)
- Schwimmen (1997)
- Zlodeji (1991)
- Szeretlek, szeress! (1989)
- Vlakári (1988)
- Nejstarší ze všech vrabcu (1981)
- Rózsaszínű álmok (1977)

## Magyarul
- Kalendárium; ford. Rácz Olivér; Madách, Bratislava, 1985
- Gyűszű; ford. Rácz Olivér; Madách, Bratislava, 1987